# Lo Bosworth
Lauren Ogilvie Bosworth (n. 29 de septiembre de 1986), más conocida como Lo, es una personalidad de televisión estadounidense, más conocida por aparecer en Laguna Beach: The Real Orange County y su secuela The Hills, ambos programas de MTV. 

## Biografía
Bosworth nació el 29 de septiembre de 1986. Bosworth se graduó en UCLA, donde ella fue miembro de Kappa Kappa Gamma Sorority y se especializó en Historia del Arte.

## Carrera
Bosworth primero apareció junto a su mejor amiga de años Lauren Conrad y excompañera, Stephen Coletti y Kristin Cavallari, en un reality de MTV llamado Laguna Beach: The Real Orange County. Las vidas de ella y sus amigos fueron filmadas durante su último año de escuela secundaria y el verano siguiente antes de la universidad. Bosworth apareció como regular en la Temporada 1, e hizo un par de apariciones en la 2 ª temporada.
Cuando Conrad dejó Laguna por The Hills, Bosworth y ella siguieron siendo amigas cercanas y más tarde se añadió al elenco como miembro del reparto secundario en la 3 ª temporada. Bosworth apareció para mostrar un poco más de su vida personal en la temporada 4 de la The Hills, y aún más en la temporada 5 que permite a las cámaras en su lugar de trabajo. Ella fue anunciada como una "vuelta fundido miembros de la temporada 5 parte 2, a pesar de la salida de Conrad, donde interpretó al amigo de todos y Cavallari (también de Laguna, quien reemplazó a Conrad en el papel principal después de la quinta temporada de la serie). A pesar de los rumores de no regresar, Bosworth filmó la sexta y última temporada.